# Ramon de Santmartí
Ramon de Santmartí fou un noble català que participà en la conquesta de Mallorca el 1229 juntament amb altres membres de la seva família (Pere de Santmartí, Ferrer de Santmartí i Guillem de Santmartí). Ramon era capità de l'exèrcit i va rebre en el repartiment de Mallorca dues cases a la ciutat de Mallorca i diversos rafals i alqueries en els districtes de Petra, Montuïri i les Muntanyes. Entre les alqueries del districte de Montuïri destaca la que donà origen a la ciutat de Llucmajor.